# پسته‌ایان
پسته‌ایان (Anacardiaceae) یا تیره ی سماق یا تیره ی بادام هندی، یک تیره از گیاهان گلدار است که ۸۳ سرده و ۸۶۰ گونهٔ شناخته شده دارد.
پسته، انبه، سماق و بادام هندی گیاهانی از این تیره هستند.

## کاربرد
برخی از اعضای این تیره عبارت اند از بادام هندی، پسته، درخت پَر، سماق، انبه، پیچک سمی آمریکایی، فلفل پروئی 
برخی اعضای این تیره مایعی چسبنده و غلیط تولید می‌کنند که در نهایت سیاه می‌شود و در دباغی به عنوان ورنی یا حتی ثابت‌کننده برای رنگ سرخ به کار می‌رود.
در پزشکی گفته می‌شود که آجیل‌های این تیره برای مغز مفید هستند.

## اکولوژی
تیره پسته‌ایان در اقلیم گرمسیری پیشتر یافت می‌شود ولی با این حال گونه‌هایی از آن در اقلیم معتدل نیز رشد می‌کنند. بیشتر گونه‌های این تیره بومی قاره آمریکا، آفریقا و هند هستند. پسته‌ها و برخی گونه‌های سماق را می‌توان در جنوب اروپا یافت، گونه‌هایی از سماق در آمریکای شمالی و گونهٔ شینوس تنها در آمریکای جنوبی رشد می‌کند.

## تبارزایش
سرده پسته گاهی تیرهٔ ویژه‌ای برای خود شناخته شده، چرا که ساختار گلی مختصرتر، کلالهٔ پره‌دار گل، و گردهٔ متفاوتی دارد. با این حال به علت شکل تخمدان آن را در تیرهٔ پسته‌ایان رده‌بندی می‌کنند، امری که از سوی تحقیقات شکل‌شناختی و ملکولی تأیید شده‌است.
در سال ۲۰۰۴ گونهٔ Abrahamia از انبه‌ایان جدا شد.